# 丁卯風災 (1927年8月)
丁卯風災發生於1927年8月20日，當日一個颱風橫過中國廣東省陽江一帶海域，風暴使香港和澳門兩地造成人命及財物損失，並為該年澳門懸掛兩次七號風球（現今之十號風球）的其中一次。曾經有報紙文章提到「Um violento tufão caiu sobre Macau（一劇烈颱風登陸澳門）」。
本次颱風的中央氣象局編號為B124。

## 發展過程
根據澳門氣象台發佈1927年8月20日颱風的路徑圖，顯示風暴於8月15日早上6時於關島以南附近海面上生成，穩定以偏西方向移動。8月16日風暴移至東經140度以西，並逐漸以西北偏西轉西北方向移動，急劇增強。8月18日，荷蘭籍蒸汽船薩波羅伊號（Sapoeroea）於呂宋以東460海里（即740公里）測得該颱風最低海平面氣壓僅886.7百帕斯卡（26.185英寸汞柱），為當時全球測得最低海平面氣壓的熱帶氣旋，直至1958年方由颱風艾達的877百帕斯卡打破。8月18日晚上稍後至19日初時，於菲律賓呂宋島東北登陸或於北部近岸海面擦過，當地阿帕里錄得最低氣壓969.9百帕斯卡（727.5公釐）。
颱風通過呂宋以後進入南海北部，8月19日早上6時位於呂宋島北部近岸海面，以西北至西北偏西方向移動。8月20日早上6時中心位於東沙島之西北方，於東沙島10海里內掠過，當地吹起11級風，氣壓則下降至967.1百帕斯卡（725.42公釐）。隨後颱風先後掠過香港和澳門以南，風暴吹襲期間，香港錄得最低海平面氣壓為982.4百帕斯卡，平均風速每小時98公里（53海里）和陣風每小時187公里（101海里），澳門氣壓則下降至最低974.1百帕斯卡（730.6公釐），平均風速及陣風分別達到每小時135公里及190公里。8月20日晚上稍後至8月21日颱風登陸廣東西部，並逐漸消散。

## 影響

### 英屬香港
當地懸掛之最高熱帶氣旋警告信號：  七號風球
此颱風於香港以南95公里（60海里）掠過，造成一定損失。九龍一帶地區多地房屋倒塌，其中長沙灣有130餘房屋倒塌，九龍塘之寮屋全部被風吹走。一輛巴士在梳士巴利道翻側。另有2艘遠洋輪船和9艘漁船損毀。風暴共造成15死22人受傷。

### 葡屬澳門

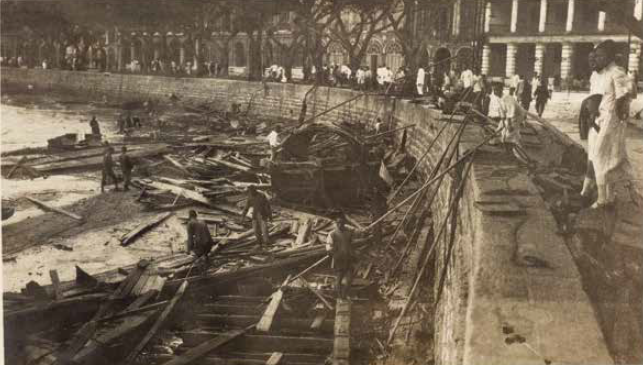
風災過後南灣多艘漁船被摧毀

當地懸掛之最高熱帶氣旋信號：  七號風球
在施梅士（Joaquim Baião Simões）著《澳門與颱風（Macau e os Tufões）》1985年，記載有關1927年8月20日的颱風引致本澳人命及無可估計的損失，停泊於內港的「民主」巡洋艦險沉沒，當時澳督府亦遭到破壞。華字日報則記載有4人溺斃。
風暴過後，南灣海邊一片狼藉，大量漁船的殘骸被沖到堤邊。在沙梨頭有造船廠被吹塌。而在加思欄馬路及近陸軍俱樂部有大樹被吹至連根拔起。

## 熱帶氣旋警告使用紀錄

### 英屬香港
| 皇家香港天文台 熱帶氣旋警告信號 | 皇家香港天文台 熱帶氣旋警告信號 | 皇家香港天文台 熱帶氣旋警告信號 |
| ------------------------------- | ------------------------------- | ------------------------------- |
| 上一熱帶氣旋                    | 一號風球                        | 下一熱帶氣旋                    |
| 1927年7月颱風                   | 一號風球                        | 1927年8月颱風（8月30日）        |
| 1927年7月颱風                   | 二號風球                        | 1928年9月颱風                   |
| 1926年9月颱風                   | 四號風球                        | 1927年8月颱風（8月30日）        |
| 1927年7月颱風                   | 六號風球                        | 1930年7月颱風                   |
| 1926年9月颱風                   | 七號風球                        | 1929年8月颱風                   |

### 葡屬澳門
| 葡萄牙海軍 熱帶氣旋信號 | 葡萄牙海軍 熱帶氣旋信號 | 葡萄牙海軍 熱帶氣旋信號 |
| ----------------------- | ----------------------- | ----------------------- |
| 上一熱帶氣旋            | 七號風球                | 下一熱帶氣旋            |
| 1927年7月颱風           | 七號風球                | 1929年8月颱風           |